# 김필립
김필립(金必立, 영어: Philip Kim 필립 킴[*], 1968년~)은 미국에서 활동하는 대한민국 국적의 과학자이다. 1986년 서울대학교 물리학과에 입학하여 1990년 대학을 졸업한 뒤 동 대학 물리학 석사과정에 입학하여 1992년 졸업했다. 이후 미국 하버드 대학교로 진학하여 1999년 응용 물리학 박사학위를 받았다. 컬럼비아 대학교 물리학과 교수로 재직하다가 2013년 모교 하버드 대학교의 물리학과 교수로 자리를 옮겼다. 2008년 제18회 호암상 과학상을 수상했다. 그래핀 연구의 권위자이다. 국제적인 학회지들의 논문 피인용수에 근거하면 노벨상 수상에 근접한 과학자로 여겨지고 있다.